# Wasatch Front

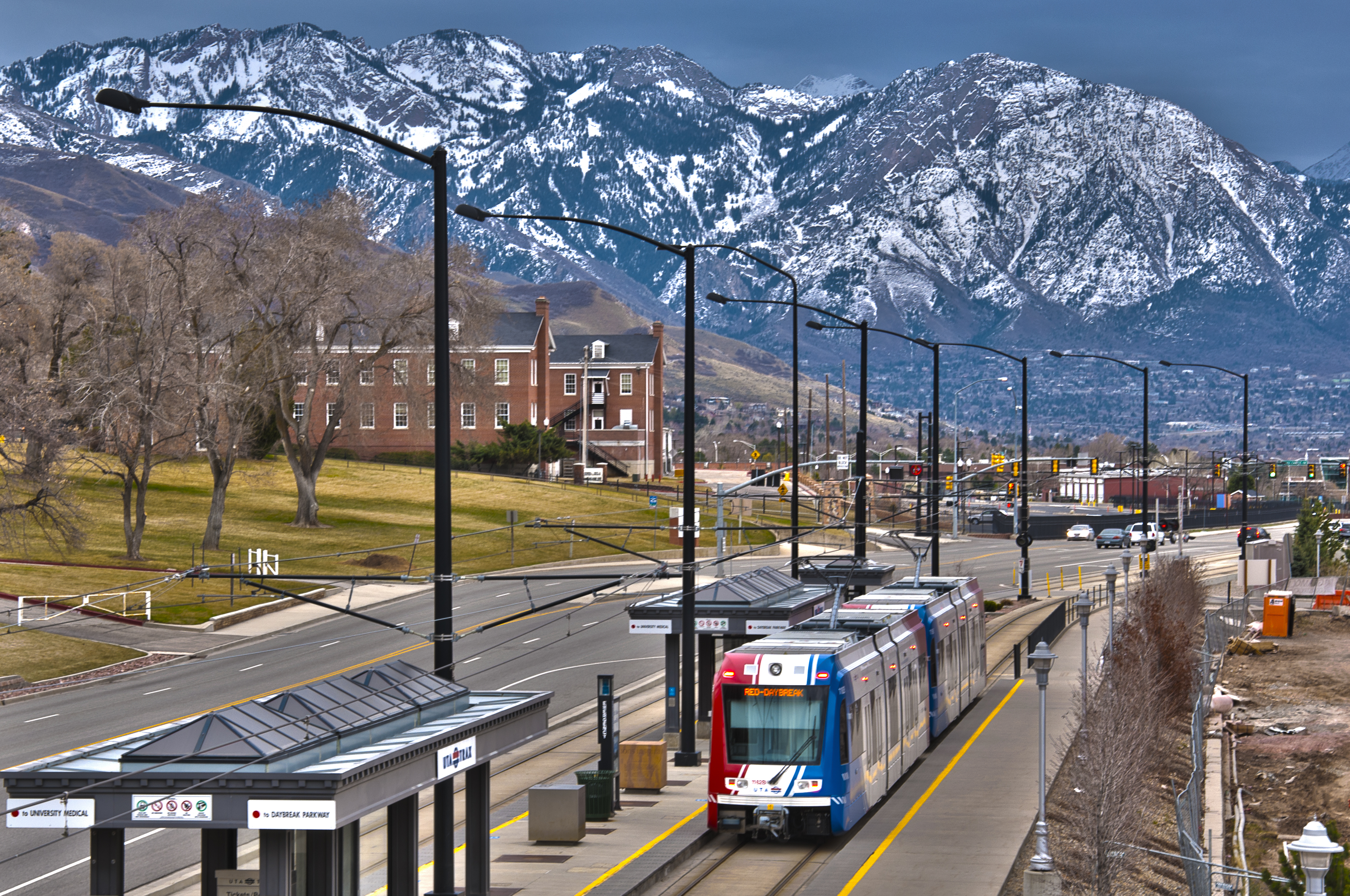
TRAX-Regionalbahn vor Bergen der Wasatchkette

Als Wasatch Front wird das Siedlungsgebiet unterhalb der Westflanke der Wasatchkette im US-Bundesstaat Utah bezeichnet. In dem Streifen, der sich über rund 130 km von Ogden im Norden über Salt Lake City bis nach Provo im Süden erstreckt, leben über 80 % der Einwohner Utahs.
Das Gebiet umfasst die beiden Täler Salt Lake Valley und Utah Valley und enthält die größten landwirtschaftlich genutzten Flächen Utahs, weil fruchtbares Schwemmland an den Seeufern und ausreichend Wasser aus den Bergen zusammenfallen.

## Infrastruktur
Die Wasatch Front wird in ihrer vollen Länge durch verschiedene Verkehrsmittel erschlossen. Der Interstate-Highway 15 durchquert die Region und bindet sie nach Norden und Süden an. Die Union Pacific Railroad betreibt eine Eisenbahnlinie für den Frachtverkehr.
Die Utah Transit Authority bietet mit zwei Regionalverkehrssystemen einen für US-Verhältnisse ausgezeichneten öffentlichen Verkehr. Der FrontRunner erschließt als Regionalverkehr die ganze Region mit einer Linie. Das TRAX-System bietet mit drei Linien öffentlichen Personennahverkehr in Salt Lake City und dem südlichen Salt Lake Valley nach West Jordan und Draper.
Der Ausbau des öffentlichen Verkehrs in der Wasatch Front wurde 2008 begonnen und sollte bis 2015 dauern ( FrontLines 2015 rail program). Die Umsetzung wurde jedoch trotz Unterschreitung des Budgets bereits im August 2013 abgeschlossen. Zur Finanzierung hatten die Bürger 2006 in einem Volksentscheid einer Erhöhung der Umsatzsteuer um einen viertel Prozentpunkt zugestimmt.